# The Ring: Virus
Ring: Virus ( 링(링 바이러스 ) is een Zuid-Koreaanse horrorfilm uit 1999 onder regie van Kim Dong-Bin.

## Synopsis
Een journaliste ontdekt het bestaan van een geheimzinnige videoband. Als je de videoband bekijkt, krijg je een vreemd telefoontje en een week later sterf je een gruwelijke dood. De journaliste vermoedt dat haar nichtje zo om het leven is gekomen en stelt een onderzoek in...

## Rolverdeling
| Acteur          | Personage                      |
| --------------- | ------------------------------ |
| Shin Eun-kyung  | Hong Sun-joo                   |
| Bae Doona       | Park Eun-suh (Sadako Yamamura) |
| Lee Seung-hyeon |                                |
| Jung Jin-young  | Choi Yeol                      |
| Kim Chang-wan   | Verslaggever Kim               |